# تصفيات كأس العالم 2030 (آسيا)
الجوله الثانيه قطر السعودية اليابان كوريا الشمالية كوريا الجنوبية الصين تيمور الشرقية بنغلاديش تايلاند الهند باكستان اليمن سوريا العراق إندونيسيا أستراليا لبنان فلسطين الأردن الكويت البحرين الامارات منغوليا عمان أوزبكستان إيران. 
الجوله الثالثه السعوديه اليابان قطر كوريا الجنوبيه كوريا الشماليه تايلند اندونيسيا ايران اوزباكستان العراق الامارات البحرين عمان فلسطين الاردن 
المتاهلين لكاس العالم السعوديه اليابان كوريا الجنوبيه الاردن العراق قطر الامارات الى الملحق المتاهله الى كاس العالم عمان اندونيسيا اوزباكستان الكويت استراليا